# Noci
Noci ist eine italienische Stadt mit 18.221 Einwohnern (Stand 31. Dezember 2023) in der Region Apulien.

## Geografie
Noci liegt in der Metropolitanstadt Bari, 51 km südöstlich von Bari. Die Nachbargemeinden sind Alberobello, Castellana Grotte, Gioia del Colle, Mottola (TA) und Putignano.

## Geschichte
In der Gegend von Noci wurden Teile einer prähistorischen Siedlung gefunden. Die Stadt Noci geht im Ursprung auf das 6. Jahrhundert zurück. Den Namen verdankt die Stadt den Nussbaumpflanzungen in der Gegend.

## Sehenswürdigkeiten
Die Chiesa Abbaziale di Barsento stammt im Ursprung aus dem 6. Jahrhundert. Die Pfarrkirche stammt aus dem 14. Jahrhundert und hat eine gotisch-romanische Fassade. Die Wallfahrtskirche Santa Maria della Croce stammt aus dem 15. Jahrhundert, im Inneren sind Fresken der heiligen Jungfrau zu sehen.

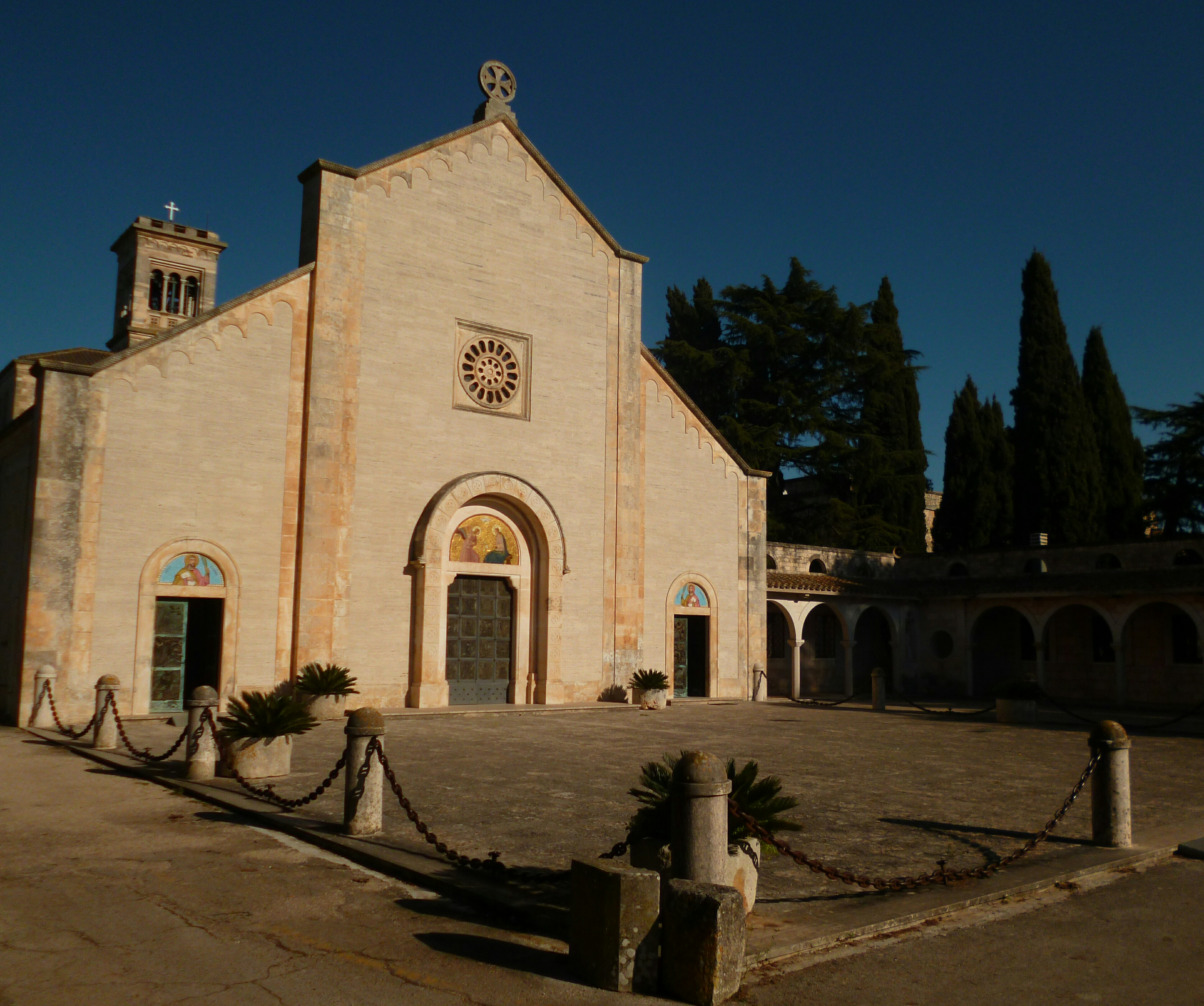
Benediktiner-Abteikirche Madonna della Scala

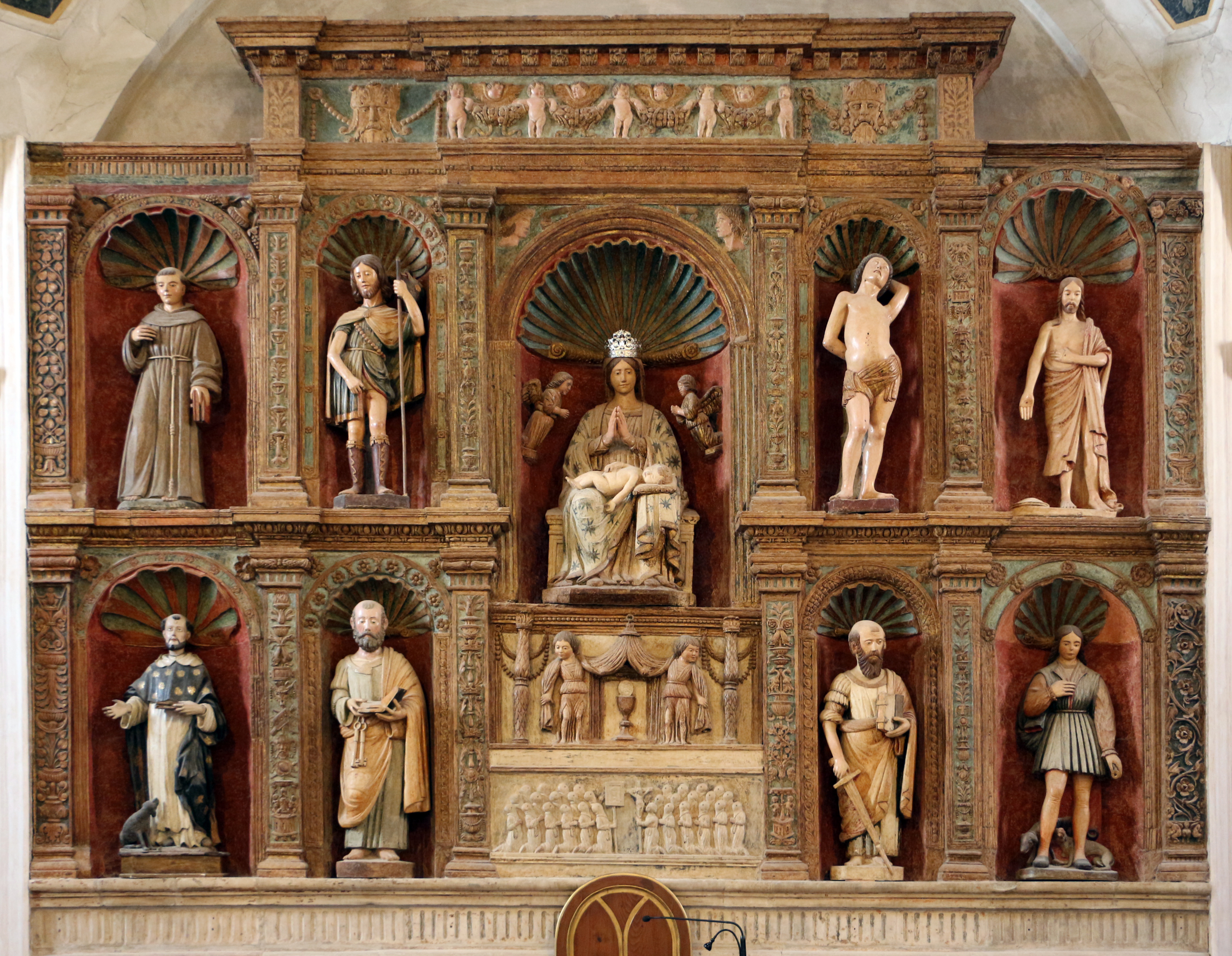
Polyptychon in der Chiesa Madre

Die Benediktinerabtei Santa Maria della Scala bietet eine Abteikirche aus dem 12. Jahrhundert und aktives Mönchsleben sowie die Pflege des Gregorianischen Chorals.

## Wirtschaft und Verkehr
Der Ort gilt als Zentrum der Rinderviehzucht. Weitere wichtige Zweige der Landwirtschaft sind die Produktion von Käse und Wurst. Durch die Lage gewinnt der Tourismus zunehmend an Bedeutung.
Noci hat einen Bahnhof an der Bahnstrecke Bari–Martina Franca–Taranto.

## Söhne und Töchter der Stadt
- Pio Vito Pinto (* 1941), katholischer Priester und emeritierter Dekan der Römischen Rota
- Giuseppe Pinto (* 1952), katholischer Geistlicher, Erzbischof und Diplomat des Heiligen Stuhls